# Lekbibaj
Lekbibaj là một xã trong quận Tropojë thuộc hạt Kukës, Albania. Dân số năm 2005 là 2701 người.